# Свети Флоријан над Шкофјо Локо
Свети Флоријан над Шкофјо Локо (словен. Sveti Florijan nad Škofjo Loko) је насељено место у општини Шкофја Лока, Горењска регија, Словенија.

## Историја
До територијалне реорганизације у Словенији био је у саставу старе општине Шкофја Лока.

## Становништво
У попису становништва из 2011. године, Свети Флоријан над Шкофјо Локо је имао 31 становника.
| Број становника према пописима | Број становника према пописима | Број становника према пописима |
| ------------------------------ | ------------------------------ | ------------------------------ |
| 1991                           | 2002                           | 2011                           |
| 17                             | 27                             | 31                             |

Напомена: До 1955. исказивано под именом Свети Флорјан, а од 1955. до 2002. године под именом Флорјан над Зминцем.